# Amborgang
Amborgang is een bestuurslaag in het regentschap Toba Samosir van de provincie Noord-Sumatra, Indonesië. Amborgang telt 582 inwoners (volkstelling 2010).